# Iglesia de San Pedro (Escuñau)
La iglesia de San Pedro de Escuñau (en occitano: glèisa de Sant Pèir d'Escunhau) es una iglesia de origen románico del siglo XI, situada en lo alto del casco urbano de Escuñau, del municipio de Viella y Medio Arán, en el Valle de Arán, provincia de Lérida. Ejerce de iglesia parroquial, con advocación a San Pedro, y forma parte del Inventario del Patrimonio Arquitectónico de Cataluña.

## Descripción
Es un edificio de origen románico, de los siglos XI y XII, que ha sido reedificado en varias ocasiones. Está formado por una nave asimétrica con ventanales góticos, con el techo plano y el transepto con bóveda de crucería, prolongada por la cabecera en la época gótica, momento en que también fue sustituido el ábside semicircular por una construcción rectangular mucho más espaciosa, a la cual le fue añadida posteriormente la sacristía. En el siglo XVII se construyó, adosado al muro de poniente, un campanario de torre coronado por una cornisa ochavada.

### Portada

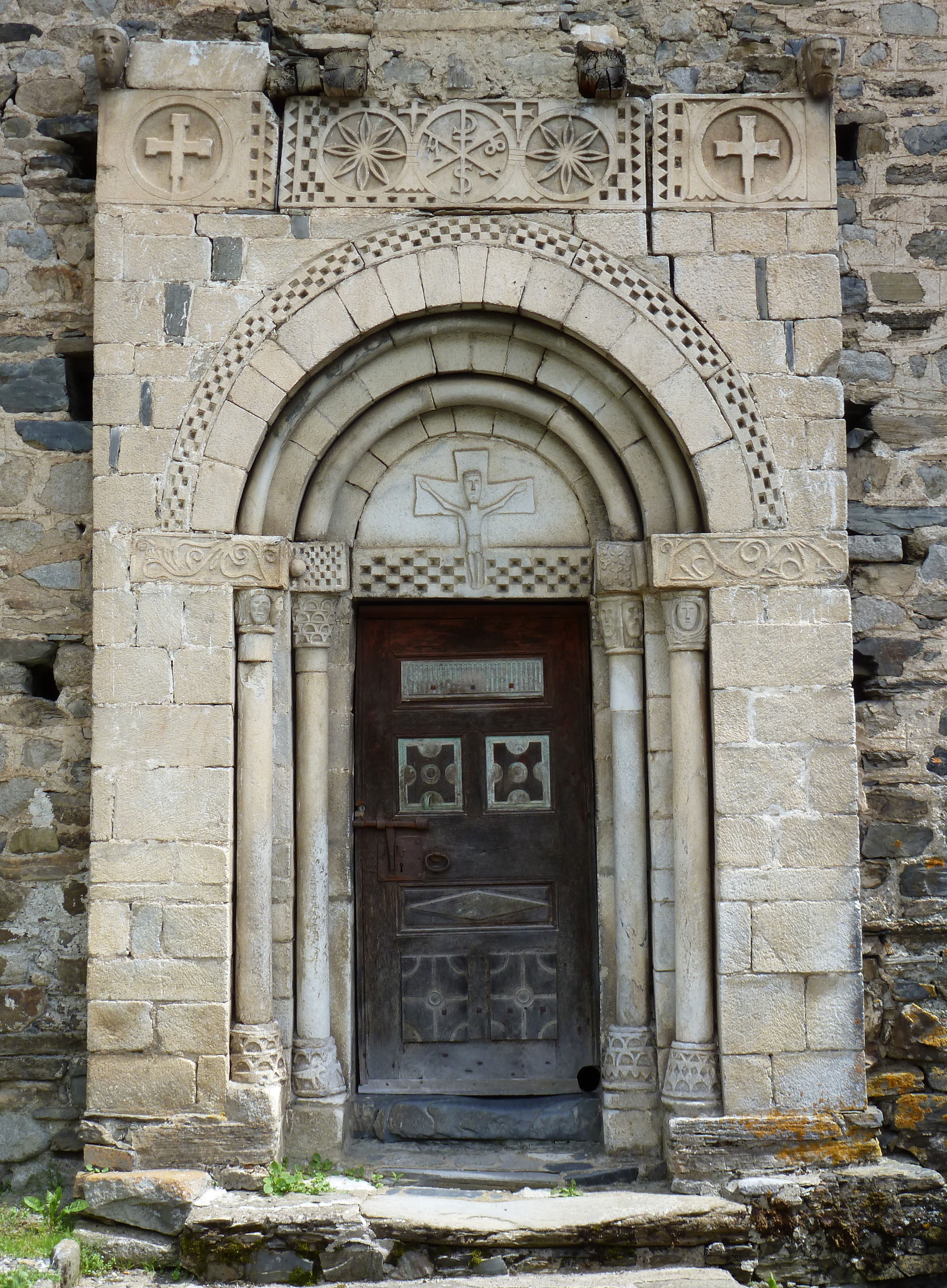
La portada románica

El elemento más destacado es la portada románica, del siglo XII, del muro de tramontana, el conjunto de la cual forma un paramento avanzado respecto al cuerpo de la fachada. La puerta está formada por tres arquivoltas de arco de medio punto, sostenidas por dos columnas por banda, con los capiteles y las bases ornamentados. El capitel de la izquierda está decorado con cabezas humanas mientras que el de la derecha muestra cuatro hileras de arcuaciones. Una imposta recorre toda la portada y a nivel del primer capitel está decorada con follaje. En el tímpano hay un Cristo crucificado, de factura primitiva. El paramento está coronado por un friso centrado por un crismón, con una estrella en cada lado y una cruz griega rodeada por un círculo en ambos extremos. La puerta, de madera, es de un solo batiente y presenta restos de pintura blanca y roja. La cerradura, la anilla y los cerrojos son de hierro forjado, decorado con incisiones que forman dibujos geométricos, de espigas y rombos.

### Campanario

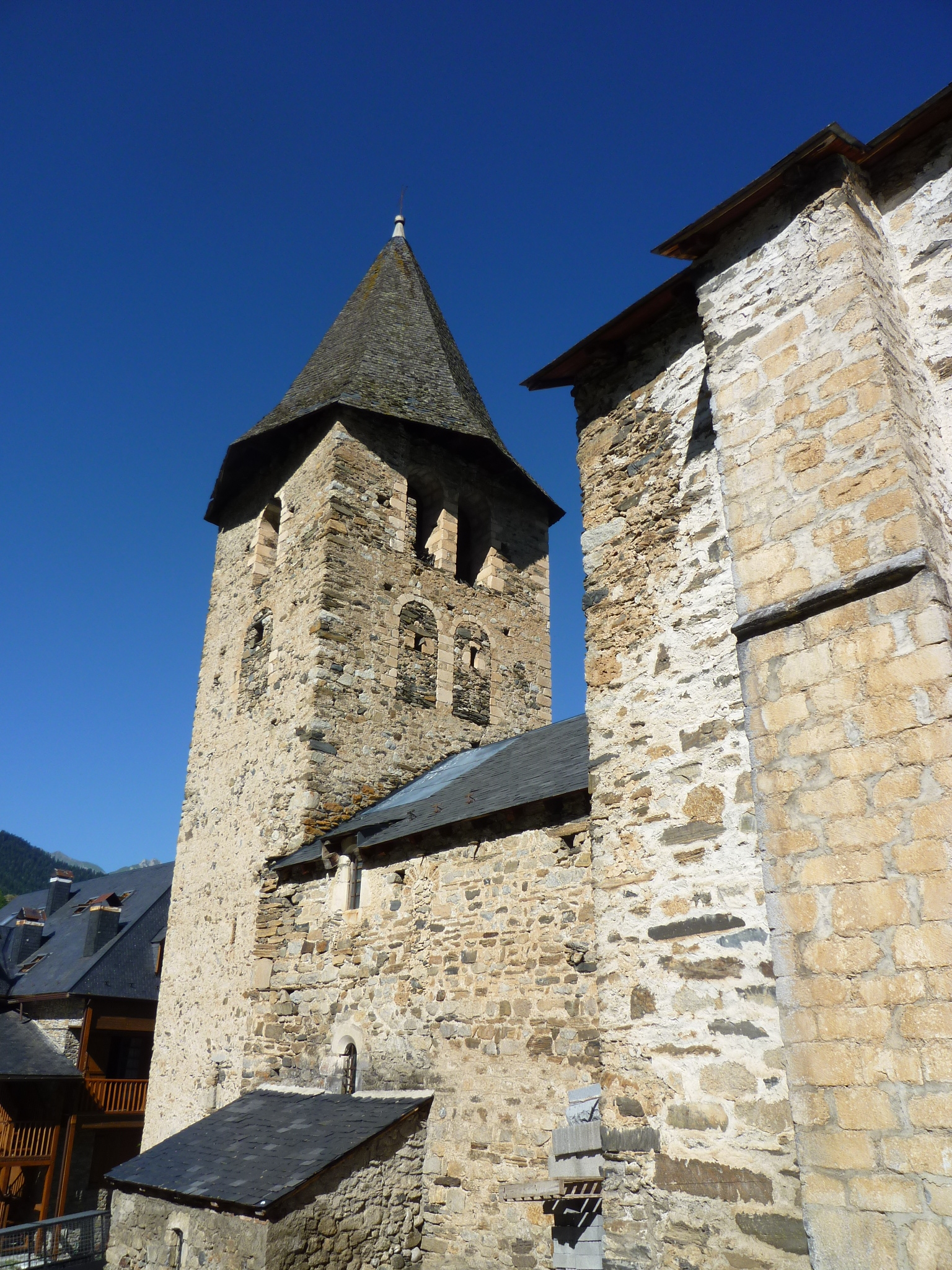
La iglesia, vista desde el sur

Otro elemento importante es el campanario, con 23,6 de altura, de planta cuadrada adosado al muro de poniente de la iglesia. La puerta de acceso se encuentra en el interior de la iglesia. Es de factura muy simple y no presenta decoración exterior; en cuanto a las aperturas, presenta ventanas en los dos últimos pisos; son ventanas de una única derrama y hay dos por cada cara.

### Pila bautismal
De origen románico, la pila bautismal, de 1,10 m de diámetro, está sostenida por un pie cilíndrico y decorada con escenas dentro de círculos tangentes. Presenta un Agnus Dei muy tosco y una figura humana de exposición frontal aguantando una hacha con la mano izquierda y un martillo con la derecha. También aparece un crismón con el monograma y un personaje que sostiene un báculo en forma de «T» en la mano derecha y una copa con la izquierda. Los círculos están unidos por extrañas columnas, algunas helicoidales y rematadas por la parte superior con cabezas humanas y por la parte inferior con flores de lis. Completan la decoración tallos, hojas y flores que se enrollan y ocupan los espacios intermedios.

### Pila del agua bendita
Románica, presenta exuberante decoración vegetal en bajorrelieve, muy parecida a la pila bautismal pero más rústica.